# Riedau
Riedau est une commune autrichienne du district de Schärding en Haute-Autriche.